# ナガコバン

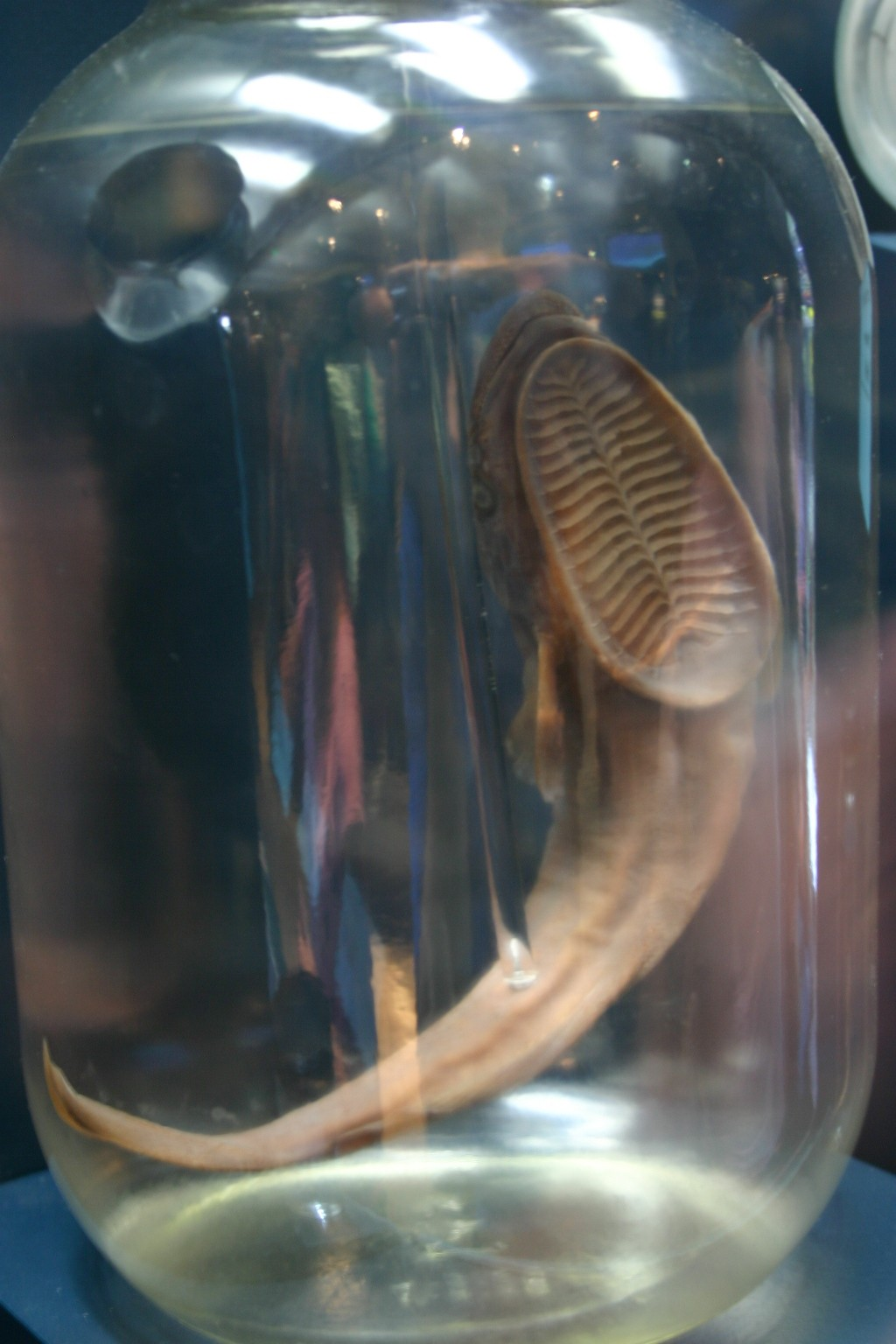
ナガコバンの標本。吸盤の形状がよくわかる。

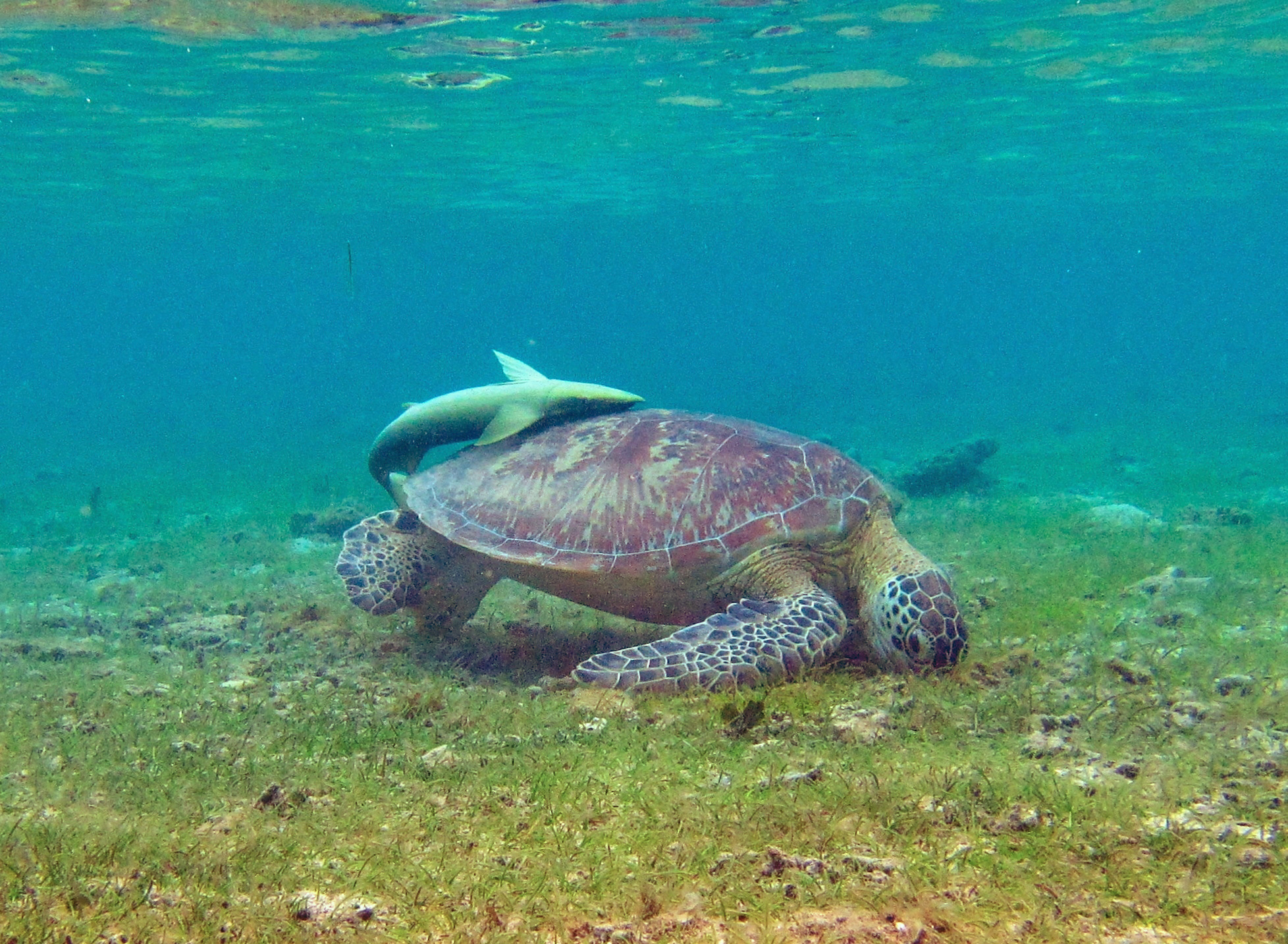
ウミガメに付着するナガコバン。

ナガコバン（学名：Remora remora）は、コバンザメ科に属す海水魚であり、頭上に小判状の吸盤が存在する。ナガコバン属のタイプ種。

## 分布
ナガコバンは日本を含めた全世界の暖かな海に広く分布する。深海には生息せず、水深200ｍ以上の外洋の浅海でみられる。

## 形態
最大体重は1.1kgで、最大全長は86.4cmであり、通常の全長は40.0cmである。

## 生態
主にプランクトンや寄生性カイアシ類を捕食する。サメなどの大型魚や、ウミガメ、クジラ、イルカ、さらには船に付着していることが多いが、単独で泳いでいることもある。寄生虫を捕食することから、相利共生と考えられるが、えさのおこぼれや排泄物なども食べることから、片利共生とも考えられ、吸い付いた相手のえらや総排出腔付近に入り込むことから、寄生であるとも考えられる。

## 人間との関係
海外では、ナガコバンを釣り糸に結んでおいて、大型魚を引き寄せて釣る漁法がある。
2025年、魚津水族館が公式SNSにナガコバンを画像とともに投稿したところ、餌やりの時間になると途端に活発に動き出して食い意地を張る一方で、普段は死んだように水槽の底でじっとしている結果、丸太のように太ってしまっている様子が、日本国内で大きな話題となった。

## ナガコバン属
ナガコバン属（Remora）はコバンザメ科の属の一つで、「ナガコバンの仲間」と表す場合、ナガコバン属を指す。全世界の温帯から熱帯の浅海に広く分布する。ファイナルファンタジーシリーズの召喚獣として登場する「レモラ」はナガコバン属の学名からとられている。また、プレイステーション用フライトシューティングゲームの一つである『エースコンバット3 エレクトロスフィア』の架空戦闘機として登場する「レモラ」もナガコバン属の学名からとられている。
- Remora ナガコバン属
  - Remora albescens シロコバン White suckerfish
  - Remora australis オオコバン Whalesucker
  - Remora brachyptera クロコバン Spearfish remora
  - Remora osteochir ヒシコバン Marlin sucker
  - Remora remora ナガコバン Shark sucker